# Ea Chà Rang
Ea Chà Rang là một xã thuộc huyện Sơn Hòa, tỉnh Phú Yên, Việt Nam.
Xã Ea Chà Rang có diện tích 82,81 km², dân số năm 1999 là 1472 người, mật độ dân số đạt 18 người/km².